# Facundo Mater
Facundo Leonel Mater (en árabe: فاكوندو ليونيل ماتر‎; Buenos Aires, 23 de julio de 1998) es un futbolista argentino-sirio. Juega de volante y su equipo actual es Barracas Central, de la Primera División de Argentina, a préstamo desde Argentinos Juniors. Es internacional con la selección de Siria.

## Carrera

### Nueva Chicago
Mater debutó en 2017 con la camiseta de Nueva Chicago en la derrota por 2-1 frente a Argentinos Juniors. Ingresó a los 18 minutos del segundo tiempo por Christian Gómez.
Rápidamente el volante ganó la titularidad y logró jugar más de 50 partidos en la institución, además de convertir un gol frente a Ferro Carril Oeste.

### Argentinos Juniors
Luego de demostrar un buen nivel en la Primera B Nacional, Mater se convirtió en refuerzo de Argentinos Juniors en 2020. Debutó con el Bicho el 18 de diciembre, ingresando a los 41 minutos del segundo tiempo por Franco Moyano en la victoria por 1-0 sobre Arsenal.

## Estadísticas

### Clubes
- Actualizado hasta el 18 de diciembre de 2020.

| Nueva Chicago Argentina | 2.ª                 | 2016                | 0  | 0 | - | - | - | - | 0  | 0 | 0,00 |
| Nueva Chicago Argentina | 2.ª                 | 2016-17             | 4  | 0 | - | - | - | - | 4  | 0 | 0,00 |
| Nueva Chicago Argentina | 2.ª                 | 2017-18             | 12 | 0 | - | - | - | - | 12 | 0 | 0,00 |
| Nueva Chicago Argentina | 2.ª                 | 2018-19             | 15 | 0 | 1 | 0 | - | - | 16 | 0 | 0,00 |
| Nueva Chicago Argentina | 2.ª                 | 2019-20             | 19 | 1 | - | - | - | - | 19 | 1 | 0,05 |
| Nueva Chicago Argentina | Total club          | Total club          | 50 | 1 | 1 | 0 | - | - | 51 | 1 | 0,01 |
| Argentinos Juniors Argentina | 1.ª                 | 2020                | -  | - | 1 | 0 | - | - | 1  | 0 | 0,00 |
| Argentinos Juniors Argentina | Total club          | Total club          | -  | - | 1 | 0 | - | - | 1  | 0 | 0,00 |
| Total en su carrera | Total en su carrera | Total en su carrera | 50 | 1 | 2 | 0 | - | - | 52 | 1 | 0,01 |
| (1) Las copas nacionales se refiere a la Copa Argentina y a la Copa de la Liga Profesional. (2) Las copas internacionales se refiere a la Copa Libertadores y a la Copa Sudamericana. (3) Media de goles por encuentro. No incluye goles en partidos amistosos. |                     |                     |    |   |   |   |   |   |    |   |      |